# رابطة المتشددين للثقافة الألمانية

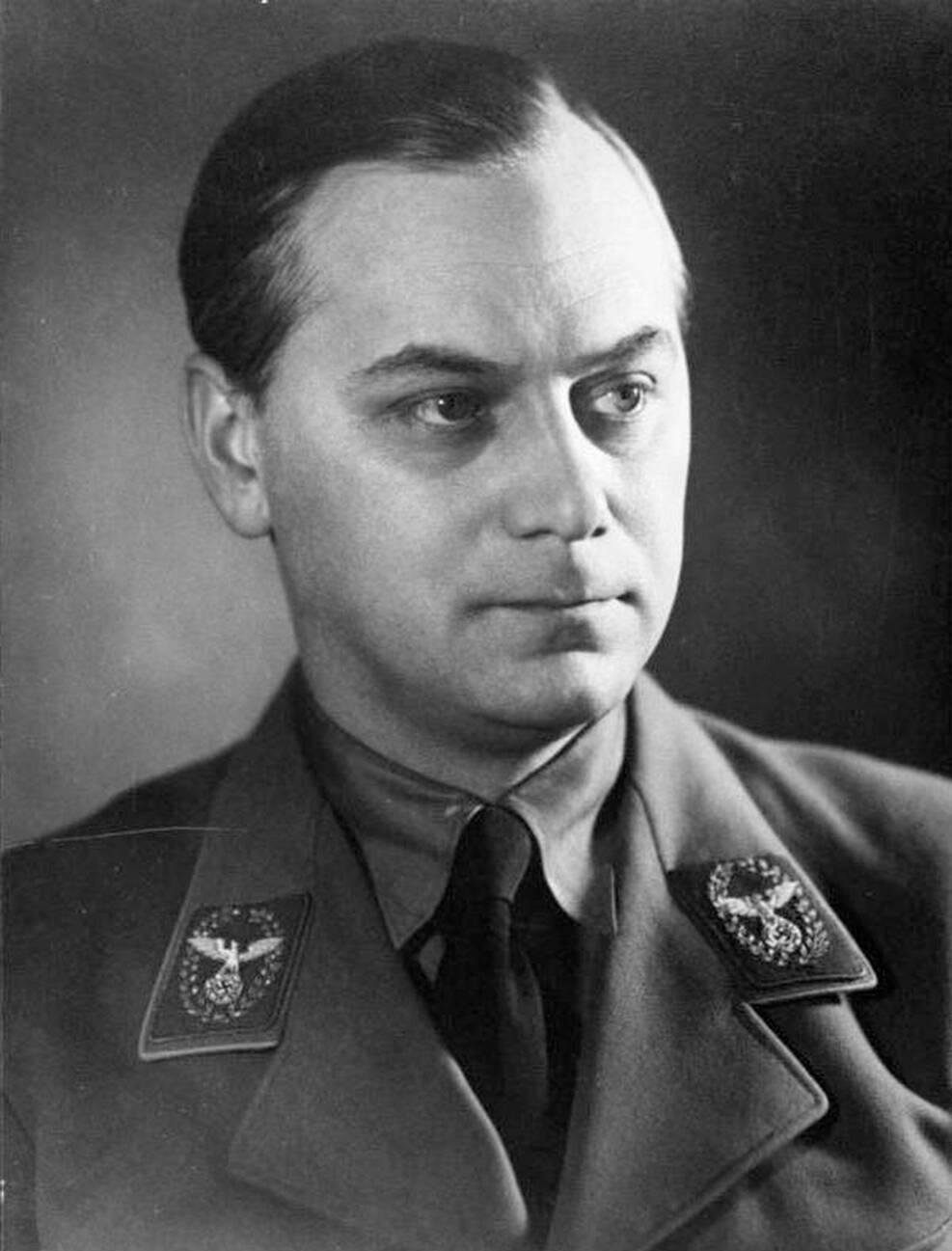

كانت الرابطة العسكرية للثقافة الألمانية (الألمانية: Kampfbund für deutsche Kultur ، KfdK )، مجتمعًا سياسيًا وطنيًا معاديًا للسامية خلال جمهورية فايمار والعصر النازي. تم تأسيسها في عام 1928 باسم Nationalsozialistische Gesellschaft für deutsche Kultur (NGDK، الجمعية الاشتراكية القومية للثقافة الألمانية) من قبل الفكر النازي الفريد روزنبرغ وظل تحت قيادته حتى أعيد تنظيمها وأعيد تسميتها إلى مجتمع الثقافة الاشتراكية الوطنية ( Nationalsozialistische Kulturgemeinde ) في 1934. كان هدفه هو جعل بصمة مهمة على الحياة الثقافية في ألمانيا التي تستند إلى أهداف الدوائر الداخلية للحزب النازي. عند إعادة تنظيمها، تم دمجها مع دويتشه بون (المرحلة الألمانية)، المرتبطة بإنشاء الهيئة الرسمية للمراقبة الثقافية، "Dienstelle Rosenberg" (DRbg) وكان يعرف لاحقًا باسم Amt Rosenberg.

## الأعضاء و المتابعين
ارتفع عدد الأعضاء، الذين تم تنظيمهم في فصول محلية، من حوالي 300 في 25 فصول في أبريل 1929 إلى حوالي 38000 في 450 فصول بحلول أكتوبر 1933.